# ذخیره مجازی چندگانه

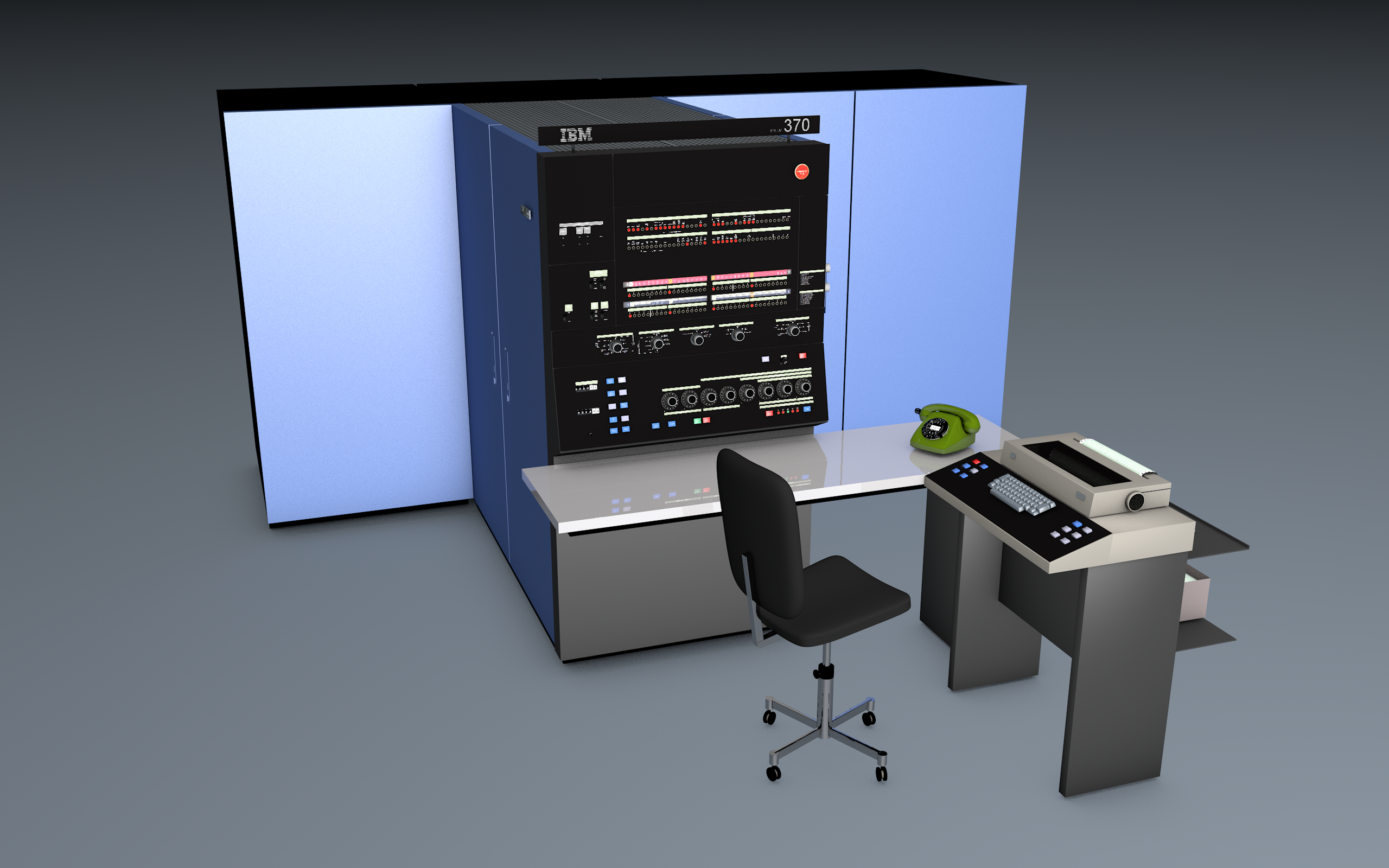
کامپیوتر بزرگ IBM مدل 370-145، سال ساخت 1970

ذخیره مجازی چندگانه یا ام‌وی‌اس یک سیستم‌عامل پیشرفته در قاب اصلی آی‌بی‌ام ٣٩٠ و ٣٧٠ می‌باشد. این سیستم‌عامل توسط آی‌بی‌ام طراحی شده‌است، ولی ارتباطی با سیستم‌عامل‌ها و ماشین‌های مجازی دیگر آی‌بی‌ام ندارد. اولین نسخه در سال ١٩٧٤ طراحی شد و ابتدا از 88VS/XA استفاده شد. سپس MVS/ESA و 390/OS معرفی شد. در نهایت Z/OS توانست مورد حمایت قرار گیرد. محور اصلی آن یک سیستم‌عامل واحد دارد. با توجه به طرح، برنامه‌های MVS می‌توانند بدون تغییر بر Z/OS فعال شوند. در ابتدا IBM طرح MVS را یک طرح جدید OS/VS2 خوانده اما در واقع نسخه قبلی یک نوع ارتقای OS/MVT بوده‌است مانند MVT. محور اصلی MVS در PL/S دیده می‌شود. استفاده از OS/VST یک نوع سازگاری روبه بالا دارد. در این راستا برنامه‌های اجرایی MVT می‌توانند در هماهنگی با MVS قرار گیرند. فایل‌های زبان کنترل شغلی نیز TSO را آسان خواهند کرد. کاربرها این را سیستم MVS می خوانند و IBM در این شرایط به معنای نسخه MVS/XA می‌باشد. بعد از صدور MVS و کاربرها OS/VST را به صورت SVS طراحی کردند.

## تکامل MVS
OS/MFT چند وظیفه را انجام می‌دهد مانند تقسیم حافظه با اندازه ثابت در هنگام نصب سیستم‌عامل. این می‌تواند تقسیم کوچک را نیز عملی کند، اگر دو نوع برنامه به خوبی اجرا شوند در نهایت تقسیم بزرگ صورت خواهد گرفت. OS/MVT یک نوع توسعه از استفاده حافظه است. 8VT می‌تواند حافظه برنامه را تشکیل دهد. در این شرایط باید حافظه فیزیکی احتمالی رشد کند. این یک رشد را در طول زمان با مدیریت حافظه‌ای نشان می‌دهد. بسیاری از مشاغل در آن واحد از یک حافظه استفاده می‌کنند. اما ضعف‌هایی نیز دیده شده‌است. اگر یک شغل از حافظه دینامیکی رشد یابد برنامه نویس باید حافظه ماکزیمم را افزایش دهد و MVT را طراحی کند، در این شرایط ترکیب برنامه‌های بزرگ و کوچک عملی خواهد شد، این یک اقدام تجزیه‌ای است و باید تقسیم با دقت بین شاغل عملی شود. در اوایل 197 نیز IBM به دنبال حل مسائل بوده‌است و از حافظه مجازی استفاده کرد. برنامه‌ها به این روش به فضای آدرس تقاضا نیاز دارند. این نوع اجرای اصلی بر فضای آدرس مجازی اثر دارد. OS/VSI یک نوع OS/MFT در یک فضای مجازی است OS/VS 2SVS نیز OS/MVT در تمام فضاهای مجازی می‌باشد. بنابراین آن‌ها می‌توانند نقایصی مانند MFT و MVT داشته باشند ولی فضای آدرس نقش مهم دارد. در اواسط 1970 نیز MVS به عنوان برنامه اجرایی در چند فرایند استفاده شد. دو برنامه می‌توانند دسترسی به یک آدرس را عملی کنند ولی سیستم مجازی این نوع تقاضاها را نمی‌پذیرد. این فضا 3 بخش دارد. سیستم‌عامل، منطقه برنامه سازی و کاربرد و مناطق مشترک مجازی همگی می‌توانند در روابط درون شغلی استفاده شوند. IBM نشان می‌دهد که این زمینه‌های کاربردی 8MB هستند. MVS حامی آدرس 24 بیت است. این خود یک سخت‌افزار حمایتی 31 بیت است. دو دلیل مهم ارتقای سریع در آدرس 31 بیت استفاده شده‌است. رشد شبکه‌های پردازش معاملاتی با کنترل CICS عملی است. فضای آدرس واحد باید با سیستم مدیریت DBS کنترل شود. در این زمینه طراحی از طریق فضای مشترک مجازی عملی است. این خود یک سربار برای این روابط می‌باشد. رابط اصلی کاربر MVS عبارت‌اند از زبان کنترل شعلی (JCL) که می‌تواند طرح پردازش نیمه پیوسته داشته باشد. منابع خاص برای رابط اجرایی CICS کاربرد دارند. TSO می‌تواند ابزار توسعه را برای سیستم‌های اطلاعاتی در اختیار قرار دهد. این ابزار توسعه و سیستم اطلاعات می‌توانند به صورت TSO عمل کنند. در این شرایط تولید رابط نقش مهم دارد. ویرایش MVS اولین ویرایش OS است و در واقع ریز پردازنده‌ها به دنبال سیستم دوگانه هستند. پردازش توان بالاتر می‌تواند بر درجه تخریب اثر بگذارد. حافظه و سیستم‌عامل دارای لوازم جانبی مشترک هستند. به این طریق اپراتورها می‌توانند فرایند اجرایی را آسانتر کنند. نسخه‌های چند گانه MVS می‌توانند یک ماشین داشته باشند و این ماشین تحت کنترل VM/370 است. این سیستم یک سیستم‌عامل است که به صورت مهمان توصیف شده‌است. امتیاز ویژه در این شرایط بالا است. در نتیجه توسعه سخت‌افزار، سیستم عملیاتی می‌تواند تحت اثر سیستم فیزیکی عمل کند، موارد MVS به‌طور جمعی سازمان دهی شده‌اند. این یک سیستم پیچیده است که در سپتامبر 1990 عرضه شد. این نوع نمونه‌ها نقش فعال در ارزیابی سیستم فیزیکی دارند. این نوع نمونه‌ها دارای مؤلفه‌های سخت‌افزاری مانند تسهیلات گوپلینگ می‌باشند. به این طریق سیستم‌های چندگانه از طریق پروتکل شبکه‌ای استاندارد عمل خواهند کرد. سیستم اختصاصی معماری شبکه‌های (SNA) از طریق TCP/IP توسعه یافت. سیستم‌عامل ZLOS نقش مهم در اجرای برنامه‌های DOSIX دارد. فایل‌ها می‌توانند مجموعه داده‌ای در MVS باشند. نام این فایل‌ها در کاتالوگ سازمان دهی شده‌است. فایل VSAX به این طریق حاصل می‌شود. طرح کدگذاری بومی IBM و لوازم جانبی به صورت Big Endian می‌باشد. MVS خدمات سخت‌افزاری را برای حمایت ASCIT و Unicode استفاده می نماید.

## سیستم فایل MVS
نام مجموعه داده‌ای در یک سلسله مراتب بیان می‌شود. آن‌ها می‌توانند با نقطه جدا شوند مانند ODEPT. LOSYSTE هر سطح در سلسله مراتب تا 8 کاراکتر طول دارد. طول کل یک ماکزیمم 44 دارد و نقاط نیز در نظر گرفته می‌شوند. این برنامه‌های کمکی مانند توابع Explorer عمل می‌کنند. فرایند نامگذاری مجدد عناصر جدید و گزارش تمام محتویات عنصر خاص یک فرایند اصولی است. این سطوح دایرکتوری واقعی ندارند. با این وجود باید از یک سلسله مراتب پوشه‌ای استفاده شود. TSO حامی پیشوند پیش‌فرض فایل است. RACF می‌تواند حامی کنترل دسترسی براساس الگوی نام فایل باشد. دایرکتوری‌ها بر سیستم دیگر قرار می‌گیرند. MVS به عنوان عضو خانواده OS می‌تواند بر یک ثبت قرار گیرد. MVS سه نوع از فایل‌ها را به ارث گرفته‌است:
مجموعه‌های داده‌های متوالی می‌توانند در یک ثبت وارد شوند.
در مجموعه‌های BDAM نیز از یک برنامه در تعیین محل فیزیکی استفاده شود. در مجموعه داده‌ای ISAM نیز ثبت‌ها به صورت یک کلید هستند که از ابتدا شکل می‌گیرند. فیلدهای چندگانه می‌توانند در یک نظم خاص قرار گیرند. کلید اصلی جدول پایگاه ارتباطی معادل این فیلدها است. ISAM نمی‌تواند حامی کلیدهای خارجی باشد. مجموعه‌های متوالی و ISAM در ذخیره ثبت طول ثابت و متغیر نقش دارند. آن‌ها بیش از یک دیسک را پر می سازند. تمام آن‌ها براساس ساختار دیسک VTOC طراحی شده‌اند. سیستم‌های مدیریت IBMاز ترکیبات ISAM و BDAM استفاده می‌کنند. BDAM برای ذخیره و ISAM برای فهرست‌ها استفاده می‌شود. در اوایل 1970 سیستم‌عامل IBM معرف یک مؤلفه مدیریت فایل به نام VSAM بود. هر نوع پایگاه توالی ورودی تسهیلاتی برای مجموعه‌های متوالی و BDAM ارائه خواهد کرد. آن‌ها از ابتدا تا پایان در یک توالی راه اندازی می‌شوند. KSDS نیز ارتقای عمده ISAM است. به این طریق کلیدهای ثانویه با ارزش غیرخاص می‌توانند بر فیلدهای غیراحتمالی اثر بگذارند. مسائل عملکردی در ثبت‌های ISAM فراوان هستند. این خطرات در مورد نقص نرم‌افزار و سخت‌افزار در میانه ارتقا دیده شده‌اند. این فرمت‌ها اساس IBM هستند و IMS/VS و DBI هر یک ذخیره واقعی بوده‌اند و VSAM دارای یک مؤلفه کاتالوگ است که برای کاتالوگ اصلی MVS استفاده می‌شود. داده‌های تقسیمی PDS متوالی هستند و فایل‌های متوالی در جای خود قرار خواهند گرفت. مهم‌ترین استفاده PDS مربوط به کتابخانه‌های برنامه‌ها است. مجریان سیستم و PDS فضای دیسک را توسعه می‌دهند. گروه داده‌ای GDGS برای حمایت از برنامه‌های نسل به نسل کاربرد دارد این نسخه می‌تواند به صورت یک شجره نامه درآید و نقش فرزند و پدر مشخص شود. GDG دارای بیش از 3 نسل است و برنامه‌ها از GDG برای چند منبع و ورودی اطلاعات استفاده می‌کنند. آن‌ها کل گروه را تحت اثر قرار می‌دهند. نسخه‌های جدید MVS حامی POSIX هستند. سیستم فایل در این شرایط یک هماهنگی با دو سیستم دارد. OS می‌تواند MVS را آشکار سازد. برنامه POSIX نیز مهم است. این سیستم‌ها عبارت‌اند از سیستم فایل مراتب یافته و ZFS.

## تاریخچه و مدرنیزه‌سازی
MVS دیگر مورد حمایت IBM نمی‌باشد. IBM حمایت نسخه‌های سازگار 31 بیت را انجام می‌دهد مانند ZLOS در سال 2007، نسخه 64 بیت نیز بعد از این تاریخ حمایت خواهد شد. ZLOS می‌تواند توسعه حاشیه‌ای را عملی کند و رهبری خود را رشد دهد. علاوه بر این پیشرفت‌ها به موارد زیر نیز می‌توان اشاره کرد:
- XML (جعبه ابزار Xerces برای c/c++ و جاوا)
- سیستم فایل شبکه نسخه XFS4
- CIFS/ SMB
- توان عملیاتی حمایت TLS/SSL
- خارج کردن حدهای قبلی – رمزگذاری سیستم فایل
- مدیر بارکاری (WLM) – تسریع جاوا به روش ویژه
- Hypersocket

اگر چه ZLOS در اجرای برنامه MVS با 24 بیت نقش دارد می‌تواند به صورت 64 بیت نوشته شود. در این شرایط فرمت داده‌ای unicodexml استفاده می‌شود. نصب آن‌ها با توجه به نام فایل عملی است. ارتباط بین شبکه‌های مجازی IPV6 و CFS سرعت بالا نیز تا 64 بیت عملی شد. ویژگی اصلی SQL می‌تواند شامل طراحی جداول پرس و جو باشد.